# Emir Spahić
Emir Spahić (Dubrovnik, 18 de agosto de 1980) é um ex-futebolista bósnio que atua como zagueiro.  
Em Um estudo do CIES Football Observatory, Spahic Foi Eleito o Melhor Zagueiro do Mundo em 2015. 
Desde 2024 é diretor técnico da Bósnia. 

## Carreira
Foi contratado pelo Hamburgo em 5 de julho de 2015 para uma temporada.

## Seleção Bósnia
Foi capitão da Seleção Bósnia até a Copa do Mundo FIFA de 2014.